# Hamdi Kasraoui
Hamdi Kasraoui (* 18. Januar 1983 in Sousse) ist ein ehemaliger tunesischer Fußballtorhüter.

## Karriere
Kasraoui begann seine Karriere 2002 bei seinem Heimatverein Espérance Tunis, wo er insgesamt 7 Jahre seiner Karriere verbrachte. Dort machte er 135 Spiele und schoss sogar ein Tor. 2009 wechselte er dann zum französischen Erstligisten RC Lens, mit dem er 2011 auch in die zweite Liga mitging. Kurz vor Jahresende 2012, in der Winterpause der Saison 2012/13, kehrte der Torwart nach Tunesien zurück, wo bei Club Sportif Sfaxien spielte. Nach einer Saison verließ er den Verein Richtung Stade Tunisien, den Klub aus der Hauptstadt Tunesiens. Mitte 2015 zog es ihn zu CA Bizertin, wo er im Jahr 2018 seine Karriere beendete.

### Nationalmannschaft
Kasraoui spielte zwischen 2005 und 2012 insgesamt 34 Mal für die tunesische Nationalmannschaft. Er nahm beim Konföderationen-Pokal 2005 in Deutschland, und bei der Fußball-Afrikameisterschaft 2006 in Ägypten teil. Jedoch ist er meist nur zweite Wahl. Kasraoui stand ebenfalls bei der Fußball-Weltmeisterschaft 2006 in Deutschland im Kader der Nordafrikaner. Bei der Afrikameisterschaft 2008 war er die Nummer 1 im Kader.